# Una donna nella luna
Una donna nella luna o Una donna sulla luna (Frau im Mond) è un film muto del 1929 diretto da Fritz Lang. È un melodramma fantascientifico, ultimo film muto del grande regista tedesco, basato su un romanzo omonimo di Thea von Harbou, moglie del regista. In questo film furono presentati al grande pubblico per la prima volta i fondamenti scientifici dei viaggi spaziali su razzi, dato che il regista si avvalse della consulenza degli antesignani della missilistica Hermann Oberth e Willy Ley.

## Trama
Quattro uomini, una donna e un bambino viaggiano su una nave spaziale verso la Luna. Il professor Manfeldt, trent'anni prima, aveva sostenuto che esistessero delle miniere d'oro sul satellite. Wolf Helius fa costruire un veicolo per raggiungere quei tesori. L'ingegnere Hans Windegger e la sua futura sposa Friede Velten appoggiano il progetto. Una società che controlla il commercio dell'oro con le cattive si pone a capo della spedizione.

## Produzione
Il soggetto del film è un romanzo dal titolo Una donna sulla luna della moglie del regista, la scrittrice e sceneggiatrice Thea von Harbou. Attento alla precisione documentaristica, il regista si fece consigliare da due esperti di razzi, Hermann Oberth e Willy Ley, che costruirono un modello di razzo e calcolarono in modo accurato le traiettorie di volo. 
Durante la seconda guerra mondiale la Gestapo fece sparire tutti i progetti dei due scienziati perché simili ai progetti segreti per gli ordigni bellici V1 e V2.
La direzione della fotografia fu affidata a Günther Rittau, che aveva precedentemente lavorato con Lang in Metropolis per gli effetti visivi dell scena in cui viene creato l'"Uomo-macchina". Le riprese furono girate in studio. Per creare i paesaggi lunari foto di lavorazione mostrano che veniva rovesciata sul pavimento dello studio sabbia decolorata e ammucchiata in montagne sullo sfondo. Furono create anche caverne e grotte, un suolo vulcanico che ribolliva ed emanava vapori.
Fritz Lang in questo film inventa per ragioni drammatiche, per accrescere la tensione della partenza del razzo, il "conto alla rovescia": lo racconta lui stesso a Willy Ley.

## Distribuzione
La prima del film si ebbe a Berlino il 15 ottobre 1929.
La lavorazione del film ha ispirato il romanzo "La donna sulla luna" (2002) di Giulio Leoni.

## Critica
Siegfried Kracauer, nel suo libro dedicato al cinema tedesco della Repubblica di Weimar, Cinema tedesco (1918-1933), del 1954, afferma che: "L'impresa cosmica è descritta con sorprendente realismo. L'intreccio è pietoso per le sue deficienze emotive"
Lotte H. Eisner, nel suo Lo schermo demoniaco del 1983, del film scrive: "Nelle vaste distese di candida sabbia dei paesaggi lunari, la falsità dei sentimenti ampollosi oggi stona ancor di più; la grandiosità del fantastico cede spesso al ridicolo. In tutta questa cianfrusaglia sentimentale il genio di Fritz Lang si rivela solo nelle scene della partenza del razzo, molto precise nella loro anticipazione, le scene, ad esempio, che precedono il decollo, il cui tono da reportage è più convincente delle invenzioni da pura fantascienza.". E ancora, nel libro biografico Fritz Langa del 1978: "Lang sa infondere poesia al documento tecnologico e creare immagini vive. Quando la nave spaziale esce dalla rimessa, viene illuminata da enormi fari i cui raggi si incrociano nella luce serale tracciando figure romboidali galleggianti nell'aria. Grazie a questa luce il razzo lunare acquista una vita propria e, pur restando del tutto concreto, il processo tecnico viene trasformato in un sogno profetico."